# Campionat del món de ciclisme en pista de 1983
El Campionat Mundial de Ciclisme en Pista de 1983 es va celebrar a Zúric (Suïssa) a l'agost de 1983.
Les competicions es van celebrar al Oerlikon Velodrome de Zúric. En total es va competir en 14 disciplines, 12 de masculines i 2 de femenines.

## Resultats

### Masculí

#### Professional
| Prova                 | Or                          | Argent                       | Bronze                           |
| Velocitat individual  | Koichi Nakano · Japó        | Yavé Cahard · França         | Ottavio Dazzan · Itàlia          |
| Persecució individual | Steele Bishop · Austràlia · | Robert Dill-Bundi · Suïssa · | Hans-Henrik Ørsted · Dinamarca · |
| Cursa per punts       | Urs Freuler · Suïssa ·      | Guido Bontempi · Itàlia ·    | Gary Sutton · Austràlia          |
| Keirin                | Urs Freuler · Suïssa ·      | Danny Clark · Austràlia      | Gilbert Hatton · Estats Units    |
| Darrere moto          | Bruno Vicino · Itàlia       | René Koos · Països Baixos    | Martin Havik · Països Baixos     |

#### Amateur
| Prova                     | Or                                                                     | Argent                                                                | Bronze                                                                       |
| Velocitat individual      | Lutz Hesslich · RDA                                                    | Sergei Kopylov · Unió Soviètica                                       | Michael Hübner · RDA                                                         |
| Persecució individual     | Viktor Kupovets · Unió Soviètica                                       | Bernd Dittert · RDA                                                   | Dainis Leipinch · Unió Soviètica                                             |
| Persecució per equips     | RFA · Rolf Gölz · Roland Günther · Gerhard Strittmatter · Michael Marx | RDA · Carsten Wolf · Mario Hernig · Bernd Dittert · Hans-Joachim Pohl | Txecoslovàquia · Pavel Soukop · Aleš Trčka · František Raboň · Robert Štěrba |
| Quilòmetre contrarellotge | Sergei Kopylov · Unió Soviètica ·                                      | Gerhardt Scheller · RFA ·                                             | Lothar Thoms · RDA ·                                                         |
| Cursa per punts           | Michael Marcussen · Dinamarca ·                                        | Hans-Joachim Pohl · RDA ·                                             | Ivan Romanov · Unió Soviètica ·                                              |
| Tàndem                    | França · Philippe Vernet · Franck Depine                               | Txecoslovàquia · Ivan Kučírek · Pavel Martínek                        | RFA · Dieter Giebken · Fredy Schmidtke                                       |
| Darrere moto              | Rainer Podlesch · RFA                                                  | Mattheus Pronk · Països Baixos                                        | Walter Baumgartner · Suïssa                                                  |

### Femení
| Prova                 | Or                               | Argent                          | Bronze                       |
| Velocitat individual  | Connie Paraskevin · Estats Units | Claudia Lommatzsch · RFA        | Isabelle Nicoloso · França · |
| Persecució individual | Connie Carpenter · Estats Units  | Cynthia Olavarri · Estats Units | Jeannie Longo · França       |

## Medaller
| Pos. | País           | Or | Plata | Bronze | Total |
| 1    | RFA            | 2  | 2     | 0      | 4     |
| 2    | Unió Soviètica | 2  | 1     | 2      | 5     |
| 3    | Estats Units   | 2  | 1     | 1      | 4     |
| -    | Suïssa         | 2  | 1     | 1      | 4     |
| 5    | RDA            | 1  | 3     | 2      | 6     |
| 6    | França         | 1  | 1     | 2      | 4     |
| 7    | Austràlia      | 1  | 1     | 1      | 3     |
| -    | Itàlia         | 1  | 1     | 1      | 3     |
| 9    | Dinamarca      | 1  | 0     | 1      | 2     |
| 10   | Japó           | 1  | 0     | 0      | 1     |
| 11   | Països Baixos  | 0  | 2     | 1      | 3     |
| 12   | Txecoslovàquia | 0  | 1     | 1      | 2     |